# ليولا (داكوتا الجنوبية)
ليولا (بالإنجليزية: Leola, South Dakota)‏ هي مدينة و مقر المقاطعة تقع في الولايات المتحدة في مقاطعة ماكفرسون، داكوتا الجنوبية. يقدر عدد سكانها بـ 457 نسمة ومساحتها 1.89 كم2 وترتفع عن سطح البحر 485 متر.

## التركيبة السكانية
قام مكتب تعداد الولايات المتحدة بتحديد بيانات التركيبة السكانية لليولا في تعداد الولايات المتحدة. في ما يلي، التركيبة السكانية حسب تعدادي 2000 و2010.

### تعداد عام 2000
بلغ عدد سكان ليولا 462 نسمة بحسب تعداد عام 2000، وبلغ عدد الأسر 234 أسرة وعدد العائلات 135 عائلة مقيمة في المدينة. في حين سجلت الكثافة السكانية 651.2 نسمة لكل ميل مربع (251.4/كم2). وبلغ عدد الوحدات السكنية 268 وحدة بمتوسط كثافة قدره 377.7 نسمة لكل ميل مربع (145.8/كم2).
وتوزع التركيب العرقي للمدينة بنسبة 99.78% من البيض و 0.22% من الأمريكيين الأصليين.
بلغ عدد الأسر 234 أسرة كانت نسبة 18.8% منها لديها أطفال تحت سن الثامنة عشر تعيش معهم، وبلغت نسبة الأزواج القاطنين مع بعضهم البعض 51.3% من أصل المجموع الكلي للأسر، ونسبة 3.0% من الأسر كان لديها معيلات من الإناث دون وجود شريك، وكانت نسبة 42.3% من غير العائلات. تألفت نسبة 40.6% من أصل جميع الأسر من أفراد ونسبة 21.4% كانوا يعيش معهم شخص وحيد يبلغ من العمر 65 عاماً فما فوق. وبلغ متوسط حجم الأسرة المعيشية 2.64، أما متوسط حجم العائلات فبلغ 1.97.
بلغ العمر الوسطي للسكان 48 عاماً. وكانت نسبة 18.6% من القاطنين تحت سن الثامنة عشر، وكانت نسبة 4.8% بين الثامنة عشر والأربعة وعشرون عاماً، ونسبة 22.5% كانت واقعةً في الفئة العمرية ما بين الخامسة والعشرون حتى والأربعة وأربعون عاماً، ونسبة 23.2% كانت ما بين الخامسة والأربعون حتى الرابعة والستون، ونسبة 31.0% كانت ضمن فئة الخامسة والستون عاماً فما فوق. يوجد لكل 100 أنثى 93.3 ذكر، ويوجد لكل 100 أنثى في الثامنة عشر من عمرها فما فوق 88.0 ذكر.
بلغ متوسط دخل الأسرة في المدينة 24,559 دولار، أما متوسط دخل العائلة فبلغ 33,125 دولار. وكان متوسط دخل الذكور 28,250 دولار مقابل 22,321 دولار للإناث. وسجل دخل الفرد الخاص بالمدينة 15,807 دولار. وكانت نسبة 1.5% من العائلات ونسبة 10.8% من السكان تحت خط الفقر، وكان من هؤلاء نسبة 9.4% تحت سن الثامنة عشر ونسبة 16.2% في الخامسة والستين من العمر وما فوق.

### تعداد عام 2010
بلغ عدد سكان ليولا 457 نسمة بحسب تعداد عام 2010، وبلغ عدد الأسر 209 أسرة وعدد العائلات 125 عائلة مقيمة في المدينة. في حين سجلت الكثافة السكانية 634.7 نسمة لكل ميل مربع (245.1/كم2). وبلغ عدد الوحدات السكنية 258 وحدة بمتوسط كثافة قدره 358.3 لكل ميل مربع (138.3/كم2).
وتوزع التركيب العرقي للمدينة بنسبة 96.3% من البيض و 0.2% من الأمريكيين الأصليين و 0.2% من الأمريكيين ذوي الأصول الآسيوية و 0.2% من الأمريكيين الأفارقة و 3.1% من عرقين مختلطين أو أكثر.
بلغ عدد الأسر 209 أسرة كانت نسبة 25.4% منها لديها أطفال تحت سن الثامنة عشر تعيش معهم، وبلغت نسبة الأزواج القاطنين مع بعضهم البعض 50.7% من أصل المجموع الكلي للأسر، ونسبة 5.7% من الأسر كان لديها معيلات من الإناث دون وجود شريك، بينما كانت نسبة 3.3% من الأسر لديها معيلون من الذكور دون وجود شريكة وكانت نسبة 40.2% من غير العائلات. تألفت نسبة 36.8% من أصل جميع الأسر من أفراد ونسبة 16.7% كانوا يعيش معهم شخص وحيد يبلغ من العمر 65 عاماً فما فوق. وبلغ متوسط حجم الأسرة المعيشية 2.88، أما متوسط حجم العائلات فبلغ 2.19.
بلغ العمر الوسطي للسكان 43.1 عاماً. وكانت نسبة 23.4% من القاطنين تحت سن الثامنة عشر، وكانت نسبة 5.6% بين الثامنة عشر والأربعة وعشرون عاماً، ونسبة 22.7% كانت واقعةً في الفئة العمرية ما بين الخامسة والعشرون حتى والأربعة وأربعون عاماً، ونسبة 25.8% كانت ما بين الخامسة والأربعون حتى الرابعة والستون، ونسبة 22.5% كانت ضمن فئة الخامسة والستون عاماً فما فوق. وتوزع التركيب الجنسي للسكان بنسبة 50.8% ذكور و49.2% إناث.